# 132903 Edgibson
132903 Edgibson este o planetă minoră (asteroid) din centura de asteroizi. A fost descoperită pe 14 septembrie 2002 la Observatorul Palomar de Robert Matson⁠(d) și a fost numită după Edward G. Gibson⁠(d). 
Obiectul prezintă o orbită caracterizată de o semiaxă mare de 3,117100850191 UAi, o excentricitate de 0,1061217043233, o înclinație de 0,62503561374204 ° în raport cu ecliptica.